# Divisione del Kumaon
La divisione del Kumaon è una divisione dello stato federato indiano di Uttarakhand, di 4 668 329 abitanti. Il suo capoluogo è Nainital.
La divisione del Kumaon comprende i distretti di Almora, Bageshwar, Champawat, Nainital, Pithoragarh, Udham Singh Nagar.